# 余目町
余目町（あまるめまち）は、山形県庄内地方の中央に位置した町。庄内町北部の旧町域。
農業が主産業の町である。2005年（平成17年）7月1日に立川町と合併し庄内町となった。

## 地理
山形県の北西、庄内平野の中央に位置し町域はすべて平坦地である。平田町と松山町との境に最上川が流れ、境界をなしている。現在は有数の稲作地帯だが、町の土地は最上川の水位より高い位置にあり最上川からは水を引くことができなかったので、広大な原野地帯が広がっていた。
1612年に最上義光の家臣、狩川（立川町）城主北楯利長が立谷沢川から取水する北楯大堰を建設した。それによって新田開発が盛んになり、原野地帯は水田へと一変した。ほかにも堰や多くの支線が建設され、現在も水田に水を供給している。
現在の余目の中心市街地は、江戸時代に周辺から農民が集住することによって形成された。
町内を分けるときは町内の4つの小学校の学区を基準にして分ける。
- 河川：最上川、京田川
- 湖沼：小出沼（こいでぬま）、舟付沼（ふなつきぬま）

### 地域区分
余目町は庄内地方南部の鶴岡市を中心とした田川地区と、北部の酒田市を中心とした飽海地区の中間に位置するため、町はどちらに地域に属するかは見方が分かれるところである。平成大合併の際、酒田市側と鶴岡市側のどちらの枠組みに参加するかという話になったが、最終的にどちらにも参加せず立川町との2町間で合併の協議を進め、平成17年7月1日に庄内町が発足することになった。
- 鶴岡市を中心にした田川に含む：郡（東田川郡）

これは戦前に分けられた際のものが多い。
- 酒田市を中心とした飽海に含む：広域消防組合、NTTの市内

最近ではほとんど酒田市側に含まれる。
- 立川町との2町：警察（余目警察署）

### 面積
2004年10月時点
総面積：58.44km2
- 農地：41.09km2
- 宅地：5.61km2

### 隣接していた自治体
- 酒田市
- 飽海郡：平田町、松山町
- 東田川郡：立川町、藤島町、三川町

## 歴史
- 1876年（明治9年）12月11日：町村・興野村・南口村・朝丸村が合併して余目村が発足[2]。
- 1889年（明治22年）4月1日：町村制施行によって余目村、廿六木村（とどろきむら）、跡村、榎木村、平岡村、千河原村、槇島村、提興屋村の8箇村を合併し、改めて余目村が発足[3]。
- 1894年（明治27年）10月22日：庄内地震により村内22人死亡、164戸が全壊[4]。
- 1914年（大正3年）9月20日：余目駅開設。
- 1915年（大正4年）7月5日：常万村との境界変更[5]。
- 1916年（大正5年）5月25日：新堀村との境界変更[6]。
- 1918年（大正7年）5月5日：余目村が町制施行し余目町となる[7]。
- 1928年（昭和3年）12月：町章制定[8]。
- 1933年（昭和8年）10月17日：新町役場庁舎で執務開始[8]。
- 1936年（昭和11年）5月30日：大字榎木・余目と飽海郡南平田村大字砂越の境界を変更[9]。
- 1951年（昭和26年）4月4日：常万村・八栄里村・栄村とともに、余目町外三ヶ村組合立余目中学校を設置[10]。
- 1952年（昭和27年）8月1日：栄村・八栄里村との境界を変更[11]。
- 1954年（昭和29年）
  - 5月：余目小学校内に町立余目幼稚園を設置[12]。
  - 12月1日：余目町、栄村、常万村、大和村、十六合村、八栄里村の1町5村が合併し、改めて余目町が誕生する。
- 1956年（昭和31年）
  - 1月1日：大字桑田・千本杉（旧十六合村）が立川町へ編入[13]。
  - 4月1日：飽海郡平田村との境界を変更[14]。
- 1962年（昭和37年）11月1日：飽海郡松山町との境界を変更[15]。
- 1971年（昭和46年）4月：町の人口が2万人を割る。
- 1980年（昭和55年）12月：国道47号余目バイパスが開通。
- 1992年（平成4年）5月28日：立川町および藤島町との境界を変更[16]。
- 1993年（平成5年）8月19日：酒田市との境界を変更[16]。
- 1996年（平成8年）8月26日：飽海郡松山町との境界を変更[16]。
- 1998年（平成10年）1月6日：一部の隣接自治体との境界を変更[16]。
- 2001年（平成13年）6月4日：立川町および藤島町との境界を変更[17]。
- 2005年（平成17年）
  - 2月18日：藤島町との境界を変更[17]。
  - 7月1日：立川町と合併し庄内町となり消滅[18]。

### 主な事件
- 余目町個室付浴場事件 - 1968年、町内での個室付浴場（トルコ風呂）開設を阻止するために浴場予定地付近に児童遊園（若竹児童遊園）を設置したことを巡り最高裁まで争われた事件。

## 行政

### 歴代町村長

#### 余目村
| 代  | 氏名         | 就任年月日                | 退任年月日                | 備考       |
| --- | ------------ | ------------------------- | ------------------------- | ---------- |
| 1-5 | 石栗六内     | 1889年（明治22年）6月23日 | 1908年（明治41年）2月4日  | 町村制施行 |
| 6   | 佐藤清太     | 1908年（明治41年）3月10日 | 1912年（明治45年）2月21日 |            |
| 7   | 白山小膳     | 1912年（明治45年）3月14日 | 1915年（大正4年）3月5日   |            |
| 8   | 佐々木源之助 | 1915年（大正4年）3月12日  | 1918年（大正7年）5月4日   |            |

#### 余目町（合併前）
| 代    | 氏名         | 就任年月日                | 退任年月日                 | 備考     |
| ----- | ------------ | ------------------------- | -------------------------- | -------- |
| 1     | 佐々木源之助 | 1918年（大正7年）5月5日   | 1918年（大正7年）6月6日    | 町制施行 |
| 2     | 佐藤清三郎   | 1918年（大正7年）6月28日  | 1919年（大正8年）8月14日   |          |
| 3-4   | 足達弥右衛門 | 1919年（大正8年）12月27日 | 1920年（大正10年）10月12日 |          |
| 5     | 佐藤清三郎   | 1924年（大正13年）3月31日 | 1928年（昭和3年）3月26日   | 再任     |
| 6     | 高橋孝太郎   | 1928年（昭和3年）3月27日  | 1928年（昭和3年）10月29日  |          |
| 7     | 原田与治兵衛 | 1928年（昭和3年）11月3日  | 1931年（昭和6年）1月17日   |          |
| 8-11  | 佐藤登利吉   | 1931年（昭和6年）10月13日 | 1946年（昭和21年）11月15日 |          |
| 12-13 | 佐藤徳三郎   | 1947年（昭和22年）4月9日  | 1954年（昭和29年）11月30日 |          |

#### 余目町（合併後）
| 代 | 氏名       | 就任年月日                 | 退任年月日                | 備考              |
| -- | ---------- | -------------------------- | ------------------------- | ----------------- |
| 1  | 富樫義雄   | 1954年（昭和29年）12月25日 | 1958年（昭和33年）6月30日 | 16-17代大和村村長 |
| 2  | 高梨四郎   | 1958年（昭和33年）7月27日  | 1962年（昭和37年）7月17日 |                   |
| 3  | 富樫義雄   | 1962年（昭和37年）7月22日  | 1970年（昭和45年）7月21日 | 再任              |
| 4  | 梅木義八郎 | 1970年（昭和45年）7月22日  | 1990年（平成2年）7月21日  |                   |
| 5  | 奥山俊一   | 1990年（平成2年）7月22日   | 2002年（平成14年）7月21日 |                   |
| 6  | 原田眞樹   | 2002年（平成14年）7月22日  | 2005年（平成17年）6月30日 | 余目町廃止        |

## 姉妹都市・提携都市
日本国外
- コルサコフ市（ロシア・サハリン州）[21]
  - 1992年7月23日 友好都市提携

「環日本海時代」への対応として、庄内中央青年会議所の仲介により、市民レベルで各種の国際交流を行うことを相互確認。1992年に「余目町とコルサコフ市との友好交流に関する覚書」に調印。

## 地名
字名・町名の出典：

### 旧余目町
- 松陽
- 大字余目
- 大字跡
- 大字榎木
- 大字千河原
- 大字廿六木
- 大字提興屋
- 大字平岡
- 大字槇島

### 旧栄村
- 大字家根合
- 大字久田
- 大字杉浦
- 大字高田麦
- 大字西野
- 大字深川
- 大字宮曽根
- 大字落合

### 旧大和村
- 大字赤渕新田
- 大字小出新田
- 大字沢新田
- 大字堤新田
- 大字古関
- 大字廻館
- 大字南野
- 大字連枝

### 旧常万村
- 大字常万
- 大字余目新田
- 大字福原
- 大字堀野

### 旧十六合村
- 大字新田目
- 大字大真木
- 大字境興屋
- 大字京島
- 大字返吉
- 大字主殿新田
- 大字中野
- 大字西袋
- 大字福島
- 大字前田野目
- 大字南興屋
- 大字南野新田
- 大字本小野方
- 大字吉方

### 旧八栄里村
- 大字大野
- 大字近江新田
- 大字島田
- 大字田谷
- 大字西小野方
- 大字払田
- 大字茗荷瀬
- 大字吉岡
- 大字生三

## 地域

### 教育
- 小学校 - 2004年度時点では、4校合わせた学級数が46組、児童数が1,100人であった[23]。
  - 余目町立第一小学校
  - 余目町立第二小学校
  - 余目町立第三小学校
  - 余目町立第四小学校
- 中学校
  - 余目町立余目中学校 - 2004年度時点では、学級数が19組、児童数が590人であった[24]。
- 高等学校
  - 山形県立庄内総合高等学校

### 公民館
- 中央公民館（響ホール）
- 第一公民館
- 第二公民館
- 第三公民館
- 第四公民館

### 公共施設・文化施設
- 響ホール
- 余目町絵画収蔵館
- 余目町資料館（第四公民館内）
- 余目町総合体育館
- 余目町立図書館

### 医療機関
- 庄内余目病院[25]

## 人口
2004年10月時点
- 人口：18,095人
  - うち65歳以上：4,801人
- 人口密度：310人/km2

2004年時点
- 出生数：155人/年
- 合計特殊出生率：1.80

## 経済
産業別の就業者数は、2000年時点では製造業が2,437人と最も多く、次にサービス業が1,884人、卸売小売業・飲食店が1,732人となっていた。

### 農業
農産物の作付面積は、2004年時点では米が3,070ヘクタール（ha）と最も多く、次に大豆が559haとなっていた。同年の米の収穫量は17,100トンであった。
販売目的の豚の飼育数は、2005年2月時点では7,207頭であった。

### 商業
商店数は2004年時点で249店、飲食店は2001年時点で76店あった。

### 金融機関
- 荘内銀行余目支店（指定金融機関）
- 山形銀行余目支店
- 山形しあわせ銀行余目支店
- 余目町農業協同組合（JAあまるめ）

## 交通

### 鉄道路線
羽越線と陸羽西線が接続する交通の要所である。酒田市、鶴岡市どちらにも約20分で行くことができる。
- 利用可能な路線：羽越線余目駅（中心となる駅）、北余目駅、西袋駅、陸羽西線南野駅

### 路線バス
- 庄内交通
- 余目町地域バス

### 道路
- 高速道路
山形自動車道酒田IC、庄内空港ICが町内から近い。
- 一般国道
町内を走る一般国道：国道47号
- 都道府県道
山形県道33号庄内空港立川線
山形県道43号余目加茂線
山形県道44号余目温海線
山形県道117号余目松山線
山形県道199号余目停車場線
山形県道341号東沼長沼余目線
山形県道342号西袋廻館線
山形県道346号中川代川尻余目線
山形県道357号浜中余目線
山形県道358号廻館松山線
山形県道359号家根合新堀線
山形県道360号砂越余目線

- 周辺市町への連絡
  - 酒田市、秋田市…国道47号（酒田市まで約10km）
  - 鶴岡市、新潟市…国道7号と山形県道43号余目加茂線
  - 新庄市、山形市…国道47号（新庄市まで約45km）

## 観光スポット・史跡・祭り
- カートソレイユ最上川
- 払田の地蔵の松（山形県指定文化財）
- やや祭り（1月15日に最も近い日曜日：概ね正月3箇日以後で2回目の日曜日）
- 廻館の大けやき

## 出身有名人
- 卍凱 - 僧、総穏寺・第24世住職。
- 泉山三六 - 政治家、衆議院議員、第57代大蔵大臣
- 吉泉秀男 - 衆議院議員
- 佐藤輝 - 俳優
- 國井英夫 - 庄交コーポレーション社長、元荘内銀行頭取
- 天音里望 - 演歌歌手
- 渡部有 - テレビユー山形（TUY）アナウンサー